# Nuevo León
Nuevo León (wymowaⓘ) – stan w północno-wschodnim Meksyku. Graniczy ze stanami: Tamaulipas (na północy i wschodzie), Zacatecas i San Luis Potosí (na południu) i Coahuila (na zachodzie). Na północy Nuevo León sąsiaduje z amerykańskim stanem Teksas.

## Podział administracyjny
Nuevo León dzieli się na 51 gmin (hiszp. municipios).

## Historia
Istnieją dowody archeologiczne na to, że tereny obecnego Nuevo León były zamieszkane przez społeczności zbieracko-myśliwskie w pierwszych wiekach naszej ery. W chwili przybycia Hiszpanów na terenach tych funkcjonowały rozproszone grupy Indian, które prowadziły wędrowny tryb życia.
Pierwszymi konkwistadorami, którzy przybyli do Nuevo León byli Álvar Núñez Cabeza de Vaca (1535) i Andrés de Olmos (1545). W 1575 Alberto Canto odkrywa dolinę, którą nazywa Extremadura, później w tym miejscu zostaje założone Monterrey. Dalej na północy jego wyprawa dotarła do złóż mineralnych w San Gregorio. W 1575 król Filip II upoważnił Luisa Carvajala y de la Cuevę do zajęcia terytorium Nuevo León. Trzy lata później Carvajal wyrusza ze swoją ekspedycją i zakłada osadę San Luis de Francia. Na początku XVI stulecia Diego de Montemayor, który został mianowany gubernatorem regionu rozpoczyna akcję kolonizacyjną terenów pozostających pod jego zwierzchnictwem. Do Montemayora dołączyli franciszkanie, którzy prowadzą ewangelizację Indian. Pod koniec XVI wieku plan kolonizacji zostaje jednak zarzucony.
W XVI w. do Nuevo León przybywają Indianie Tlaxcala, którzy mają wspomóc wysiłki osadników hiszpańskich oraz nauczyć miejscowych nomadów stałego trybu życia. Z powodu braku taniej siły roboczej i rozległego obszaru region ten staje się miejscem hodowli bydła, która była podstawą gospodarki w okresie kolonialnym. Życie hodowców bydła utrudniały jednak wrogie plemiona indiańskie. W XVIII w. prowadzono przez krótki czas wydobycie złota i srebra, złoża zostały jednak szybko wyczerpane. Kościół korzystając z dużych nadań ziemi zakłada liczne misje i zakony.
Ruch niepodległościowy w Nuevo León rozpoczął się w roku 1811, jednak po straceniu przywódcy powstańców – księdza Miguela Hidalgo y Costilli siły rojalistów szybko opanowały z powrotem cały region. Po uzyskaniu niepodległości przez Meksyk w 1821 r. Nuevo León stało się jedną z jego prowincji a od 1824 uzyskało status stanu – jednego z podmiotów federacji. W tym czasie ogłoszona zostaje także konstytucja stanowa.
Pierwsza połowa XIX w. tak jak i w reszcie charakteryzowała się brakiem spokoju. Następowały ciągłe konflikty, najpierw pomiędzy zwolennikami centralizmu i federalizmu a później pomiędzy frakcjami liberałów i konserwatystów, co hamowało rozwój gospodarczy Nuevo León. Po przejęciu władzy przez liberałów i po wcześniejszym odstąpieniu USA północnych terytoriów do stanu zawitał okres upragnionej stabilizacji. Jednak region w dalszym ciągu pozostawał słabo zaludniony. Pod koniec XIX w. pewną poprawę w sytuacji gospodarczej przyniosło wybudowanie kolei łączącej Monterrey ze stolicą.
Rewolucja meksykańska szybko dotarła do stanu. W 1910 w Monterrey aresztowany zostaje przywódca opozycji wobec dyktatury Porfiria Diaza - Francisco Madero. Był to okres kampanii prezydenckiej a całe wydarzenie stało się iskrą zapalną do walki z reżimem Diaza. Siły rewolucyjne szybko opanowały stan. Jednak spokój nie trwał długo bo walki przedłużają się, z tym, że ich uczestnikami stają się członkowie poszczególnych frakcji rewolucyjnych. W 1917 ogłoszona zostaje nowa konstytucja Meksyku, w opracowaniu której udział wzięli także delegaci z Nuevo León.
W późniejszym okresie stan w dalszym ciągu pozostawał silnym ośrodkiem hodowli bydła. Natomiast Monterrey umocniło swoją pozycję - centrum przemysłowego i finansowego północnej części kraju.

## Warunki geograficzne i klimatyczne
Pasmo górskie Sierra Madre Oriental przechodzi przez teren stanu. Na jego obszarze znajduje się grupa jaskiń (Grutas de García), która została udostępniona turystom.
Największą rzeką jest San Juan, oprócz tego Río Salado wypływa z Coahuili a następnie wpływa do Rio Bravo.
Klimat stanu jest z reguły gorący. Na północy powietrze jest gorące i suche. W środkowej części Nuevo León temperatury są bardziej umiarkowane. Na południu klimat ma cechy charakterystyczne dla klimatu półpustyń i pustyń.
W Monterrey najniższa zarejestrowana temperatura wynosiła 0 °C a najwyższa 44 °C. Z reguły średnia temperatura w Monterrey przez 238 dni przekracza 26 °C. Średnia temperatur dla całego stanu wynosi od minimum 17 °C do 23 °C. Średnia opadów wynosi od 20 do 100 cm.
W suchych częściach stanu przeważają niskie krzewiaste zarośla z niewielkimi obszarami pastwisk. W bardziej wilgotnych regionach spotyka się lasy sosnowe i dębowe. Do pospolitych zwierząt należą: oposy, króliki, kojoty, pumy i jelenie.

## Gospodarka
Nuevo León jest trzecim najbardziej uprzemysłowionym stanem Meksyku z wysoką jak na standardy kraju stopą życia. Jedno z municypiów stanu - San Pedro Garza García ma najwyższe PKB per capita w całej Ameryce Łacińskiej. Przemysł stanowi 27% gospodarki stanu, pozostałe sektory to: usługi (22%), handel (19%), finanse (15%), transport (11%), budownictwo (3%), rolnictwo (2%), górnictwo (1%).
Do najważniejszych gałęzi przemysłu należą: przetwórstwo ropy, hutnictwo, branża chemiczna, przetwórstwo żywności i włókiennictwo.
Ze względu na roślinność stan można podzielić na trzy części: Północną Równinę Nadbrzeżną, Region Sierra Madre Oriental i Region Wyżyn. Na równinach uprawia się: arbuzy, gruszki, kukurydzę, fasolę, paprykę i bawełnę. W rejonie Sierra Madre i na wyżynach sieje się: pszenicę, ziemniaki i warzywa. Oprócz tego w Sierra Madre uprawia się pomidory a na wyżynach paprykę i kabaczki.
Na równinach hoduje się: bydło, konie, świnie. Na obszarze Sierra Madre natomiast głównie: kozy i konie. W rejonie wyżyn przeważa hodowla kóz.
Z surowców mineralnych wydobywa się: cynk, miedź i srebro.

## Turystyka
Istnieją tu doskonałe warunki do uprawiania wspinaczki górskiej. W Parku Narodowym Chipinque znajdują się rzadkie odmiany ptaków i motyli.

## Główne miasta
- Apodaca
- Cadereyta Jiménez
- Ciudad Benito Juárez
- General Escobedo
- Villa de Guadalupe
- Linares
- Monterrey
- Sabinas Hidalgo
- San Nicolás de los Garza
- San Pedro Garza García
- Santa Catarina

## Galeria

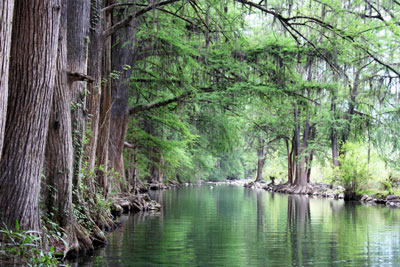
Rio Ramos
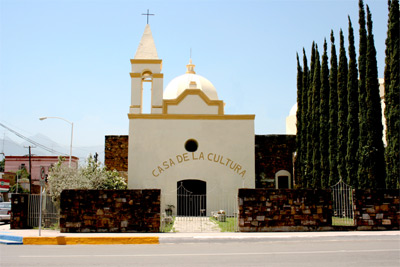
Casa de la Cultura de Allende
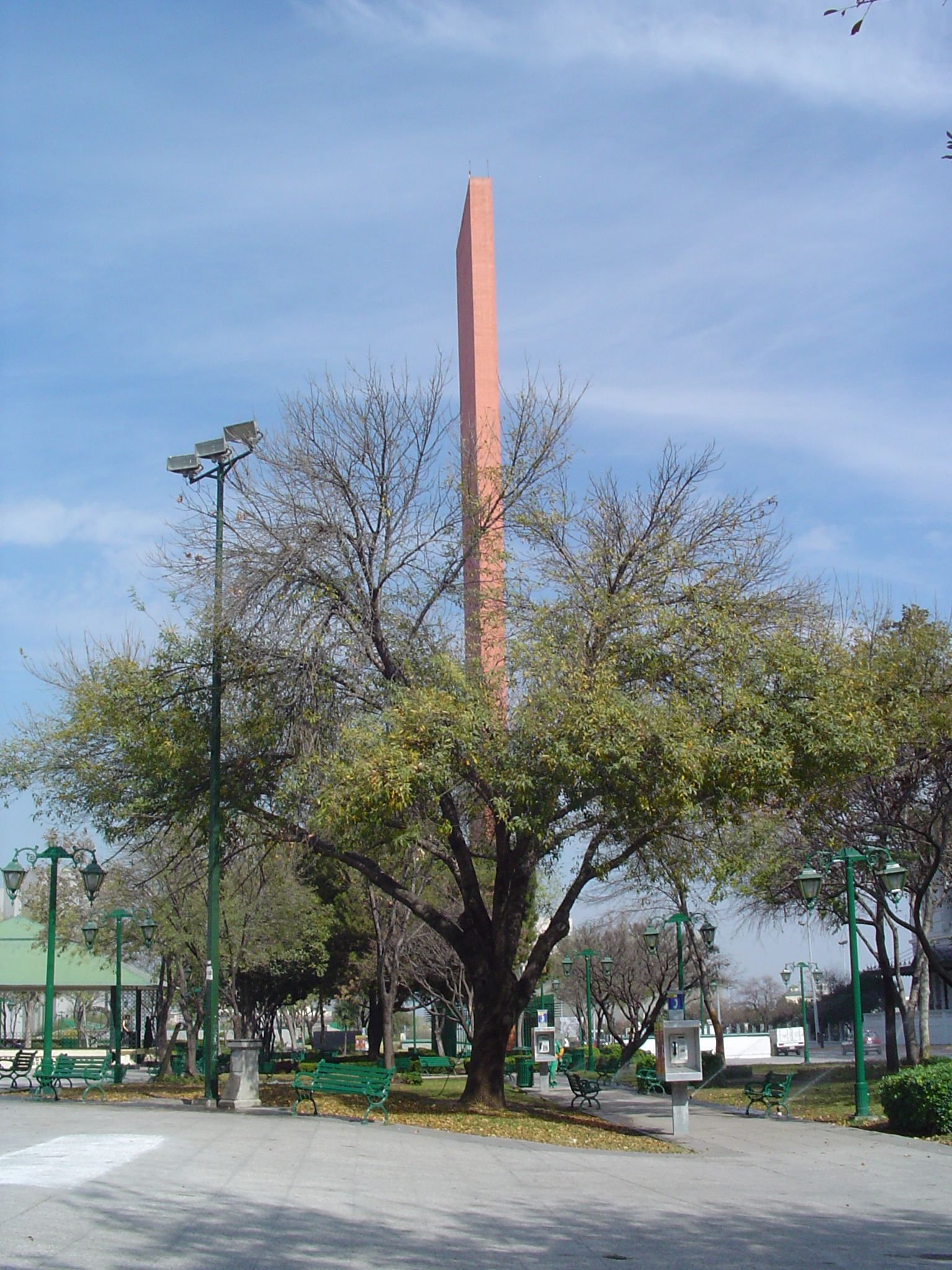
Faro del Comercio
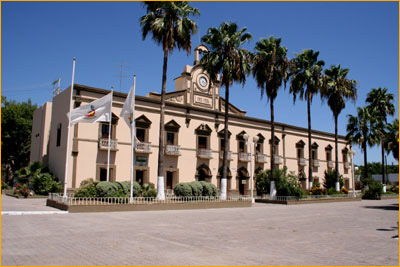
Palacio Municipal de Allende